# Licia Ronzulli
Licia Ronzulli (Milano, 14 settembre 1975) è una politica italiana, dal 23 marzo 2018 senatrice della Repubblica, dal 18 ottobre 2022 al 21 novembre 2023 capogruppo di Forza Italia a Palazzo Madama nella XIX legislatura, e dal 23 novembre dello stesso anno vicepresidente del Senato.

## Biografia
Figlia di un carabiniere originario di Margherita di Savoia, inizia a lavorare in ambito ospedaliero come infermiera. Nel 2003 diventa responsabile del coordinamento delle professioni sanitarie all'IRCCS Galeazzi di Milano. Dal 2005 è volontaria della onlus Progetto Sorriso Nel Mondo, con la quale ogni anno si reca in Bangladesh insieme ad un'équipe chirurgica specializzata nella cura dei bambini malformati.
Dal 29 aprile 2015 al 13 gennaio 2017 è membro del Consiglio di Amministrazione di Fiera di Milano SpA, in qualità di Vice presidente e Consigliera indipendente.

## Attività politica

### Gli inizi ed elezione al Parlamento europeo

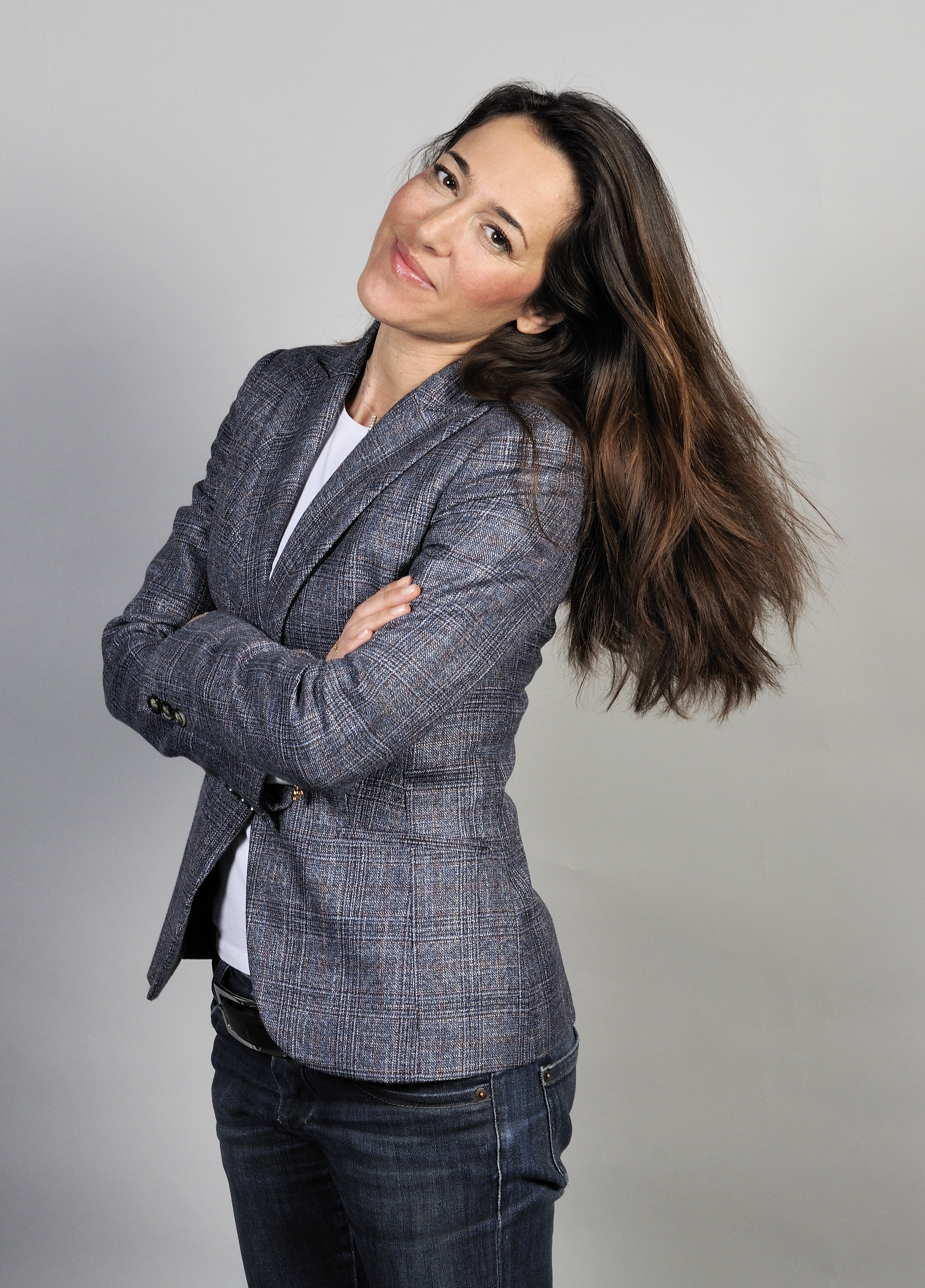
Licia Ronzulli fotografata al Parlamento europeo nel 2014

Alle elezioni politiche del 2008 è stata candidata per la lista de Il Popolo della Libertà nella circoscrizione Marche, dove è risultata essere la prima dei non eletti.
Alle elezioni europee del 2009 Ronzulli si candida al Parlamento europeo, nella circoscrizione Italia nord-occidentale tra le liste del Popolo della Libertà che aderisce al Partito Popolare Europeo, e viene eletta con 40 016 preferenze.
Una volta insediata diviene membro titolare della commissione per l'Occupazione e gli Affari Sociali e della delegazione per le Relazioni con i Paesi dell'Asia Meridionale, oltre ad essere membro sostituto nella commissione Diritti della Donna e Uguaglianza di Genere e nella sottocommissione per i Diritti dell'Uomo.
Il 16 settembre 2009 è stata eletta Vicepresidente dell'Assemblea Parlamentare Paritetica Africa-Caraibi-Pacifico-UE, che ha lo scopo diretto di promuovere i diritti dell'uomo e della democrazia come valori fondamentali per l’umanità.
Tra gli impegni di Ronzulli c'è la tutela dei diritti delle donne lavoratrici; al riguardo, il 22 settembre 2010 si è presentata a votare in Seduta Plenaria al Parlamento europeo tenendo in braccio la figlia Vittoria di appena 44 giorni, un gesto simbolico volto a rivendicare maggiori diritti per le donne nella conciliazione tra vita professionale e familiare.
Ronzulli ha presentato oltre un centinaio di interrogazioni alla Commissione europea, occupandosi di temi quali, ad esempio, la lotta alla diffusione nell'Unione europea di patologie quali il virus dell'epatite, la tubercolosi, il tumore ovarico, l'ipertensione arteriosa e la malattia di Alzheimer.
Alle elezioni europee del 2014 viene ricandidata da Forza Italia nella circoscrizione Italia nord-occidentale, dove ottiene 25 071 preferenze, ma non viene eletta.
Da quando Silvio Berlusconi si riprende fisicamente a seguito di un delicato intervento al cuore nell'estate del 2016 lo segue in ogni suo spostamento, sostituendo di fatto Mariarosaria Rossi nel ruolo di assistente del Cavaliere. Viene soprannominata "la fedelissima" di Berlusconi.

### Elezione a senatrice
Alle elezioni politiche del 2018 viene candidata al Senato della Repubblica nel collegio uninominale Lombardia - 09 (Cantù), sostenuta dalla coalizione di centro-destra in quota forzista, venendo eletta senatrice con il 56,8% dei voti e superando le candidate del centro-sinistra Savina Marelli (19,76%) e del Movimento 5 Stelle Elena Alquati (18,2%). Nella XVIII legislatura della Repubblica è stata presidente della commissione parlamentare per l'infanzia e l'adolescenza, componente della 10ª Commissione industria, commercio, turismo e vice-capogruppo del gruppo parlamentare di Forza Italia "Forza Italia-Berlusconi Presidente-UDC" al Senato.
Dal 15 febbraio 2021 è la responsabile per i rapporti con gli alleati con il compito di coordinare, su indicazione di Berlusconi, le strategie comuni agli altri partiti della coalizione di centro-destra per le iniziative e per il programma.
A luglio 2019 presenta al segretario federale della Lega Matteo Salvini e agli altri leader politici la sua proposta di riforma del sistema degli affidi e della gestione dei minori allontanati, che prevede tra le altre cose il diritto alla difesa per le famiglie, l’impugnabilità dei provvedimenti, il rafforzamento del sistema dei controlli, l’istituzione del Registro degli affidamenti e dell’Osservatorio sulle case famiglia.
A marzo 2021, per aver depositato un disegno di legge per rendere obbligatoria la vaccinazione per il personale sanitario contro il COVID-19, Ronzulli riceve violenti attacchi e minacce di morte sui social.
Il 14 maggio 2022 viene nominata da Silvio Berlusconi commissario regionale di Forza Italia in Lombardia, al posto di Massimiliano Salini, per ridare slancio al partito nella Regione. Secondo una ricostruzione del Corriere della sera, questa nomina è stata frutto di uno scontro tra Ronzulli, rappresentante l'ala filo-sovranista del partito, e Mariastella Gelmini, rappresentante l'ala governista del partito.

### Capogruppo di Forza Italia al Senato e Vicepresidente del Senato
Alle elezioni politiche anticipate del 2022 viene ricandidata al Senato da Forza Italia, sia nel collegio uninominale Lombardia - 02 (Como), sostenuta dalla coalizione di centro-destra, oltreché nei collegi plurinominali Lombardia - 01 e Puglia - 01 come capolista e Lombardia - 02 e Piemonte - 02 in seconda posizione, venendo eletta nell'uninominale con il 55,38% dei voti, superando nettamente più del doppio rispetto alla principale candidata del centro-sinistra Aurora Concetta Longo (23,42%).
Durante la formazione del governo Meloni è stata proposta da Forza Italia come Ministra (possibilmente della Salute, del Turismo o delle Politiche europee), ma Giorgia Meloni mette un fermo veto sul suo nome, nonostante la insistenze di Berlusconi stesso, che si manifestano durante l'elezione del Presidente del Senato di Ignazio La Russa.
Il 18 ottobre seguente, viene eletta per acclamazione nuovo capogruppo di Forza Italia al Senato. Il mese seguente diventa membro del COPASIR.
Il 21 novembre 2023 si dimette da capogruppo lasciando il posto a Maurizio Gasparri per sostituirlo come vicepresidente del Senato. Nell’ambito del Consiglio di Presidenza è delegata a presiedere il Comitato per la sicurezza del Senato della Repubblica.
In occasione dell’insediamento è nominata capogruppo di Forza Italia nella Commissione di inchiesta sull'emergenza sanitaria epidemiologica da SARS-CoV-2.

## Vita privata
Ha una figlia, Vittoria, nata a Milano il 10 agosto 2010 dall'unione con Renato Cerioli, manager sanitario e presidente di Confindustria Monza e Brianza. Due anni più tardi la coppia si è separata.
La rivista francese Madame Le Figaro l'ha collocata al 3º posto nella classifica delle donne più influenti dell'anno 2010.

## Controversie

### Coinvolgimento nel caso Tarantini
Dalle intercettazioni della Guardia di Finanza tra l'imprenditore Giampaolo Tarantini e Silvio Berlusconi, emerge che Licia Ronzulli partecipava all'organizzazione delle serate a Villa Certosa di Berlusconi, dove organizzava gli spostamenti aerei e "smistava" le ospiti nei bungalow. Berlusconi si riferisce a lei dicendo «è qui a farmi da segretaria».

### Scontri con Sonia Alfano
Il 15 dicembre 2010, durante una dichiarazione di voto al Parlamento europeo, Sonia Alfano accusò il governo italiano (allora presieduto dal centro-destra e da Silvio Berlusconi) di avere legalizzato la corruzione. Ronzulli cercò di interrompere Alfano, urlando dall’altra parte dell'aula e venendo redarguita dal presidente di turno. A quel punto Alfano replicò a Ronzulli apostrofandola con l'epiteto napoletano di vaiassa (donna volgare e di bassa estrazione sociale): «Le vajasse sono anche al Parlamento europeo?». Ronzulli minacciò una querela contro Alfano.
Nel 2011 Sonia Alfano ha pesantemente criticato Ronzulli, definendola, sul suo blog, «procacciatrice di arcorine, certosine e grazioline» in riferimento alla presunta partecipazione ed organizzazione di festini a villa Certosa. Immediata fu la querela per diffamazione presentata da Ronzulli. Il GIP del tribunale di Palermo dapprima ha oscurato il blog della Alfano, ma nel 2015 l'inchiesta è stata archiviata.

### Scontro con Susy De Martini
A maggio 2014 l'eurodeputata di Forza Italia Susy De Martini, candidata anche lei nella circoscrizione di Nord Ovest, la accusò di essere in lista per le elezioni europee «solo perché, come Nicole Minetti, organizzava feste a Villa Certosa», definendola «diversamente meritevole». De Martini la accusò anche di essere candidata solo per avere l'immunità parlamentare, in quanto coinvolta nel processo Ruby.

### Scontri con Matteo Renzi
Il 20 marzo 2025 durante una seduta in Senato presieduta proprio dalla senatrice di Forza Italia, Renzulli si è lasciata sfuggire la frase «Non me ne frega un cazzo di quello che pensa lui» in riferimento ad alcuni interventi del senatore e leader di Italia Viva Matteo Renzi, per poi aggiungere «Sì, sì, non mi interessa il parere del senatore Renzi», cercando di sovrastare il rumoroso battibecco venutosi a creare in aula e di rimediare all'errore.
Curiosamente, questa non è stata la prima volta che i due parlamentari si sono scontrati. Il 30 dicembre 2020 durante un intervento di Ronzulli sempre in Senato, pronunciò la frase «Sempre lui che fa... sempre lui... è sempre Renzi!». In questa occasione, tuttavia, fu Renzi a interrompere Ronzulli, che dunque si accodò ai richiami dell'allora Vicepresidente del Senato Ignazio La Russa.